# Хромування
Хромува́ння  — хіміко-термічне зміцнювальне оброблення дифузійним насиченням поверхні сталевих виробів хромом за температури 900…1300°С у відповідному середовищі, або процес осадження на поверхню деталі шару хрому з електроліта під дією електричного струму. Шар хрому може наноситися для декоративних цілей, забезпечення захисту від корозії та ерозії, підвищення зносостійкості або для збільшення твердості поверхні. Хромування забезпечує підвищену жаростійкість сталей до температури 800 °С.

## Опис процесу

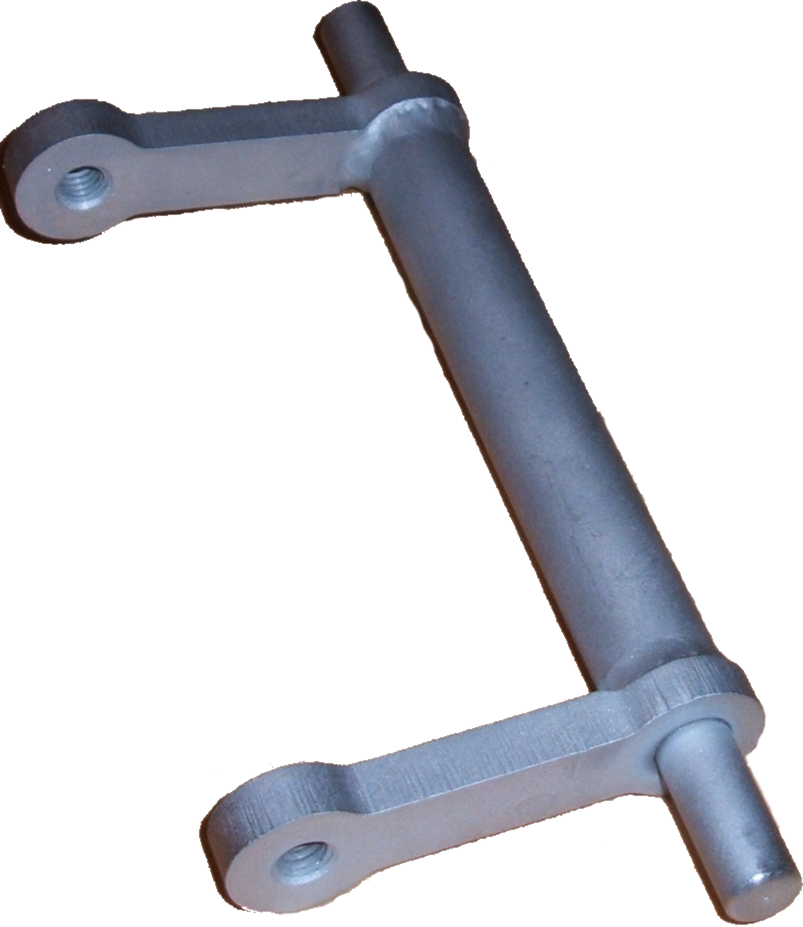
Тверде хромування

Деталь, що піддається хромуванню, як правило, проходить наступними кроками:
- Очищення для видалення сильних забруднень.
- Тонке очищення, для видалення слідів забруднень.
- Попередня підготовка (варіюється залежно від матеріалу основи).
- Розміщення в ванну з насиченим розчином і вирівнювання температури.
- Підключення струму і витримка до отримання потрібної товщини.

Реагенти і відходи процесу, що використовують при хромуванні, надзвичайно токсичні, в більшості країн цей процес знаходиться під суворим регулюванням.

## Промислове застосування

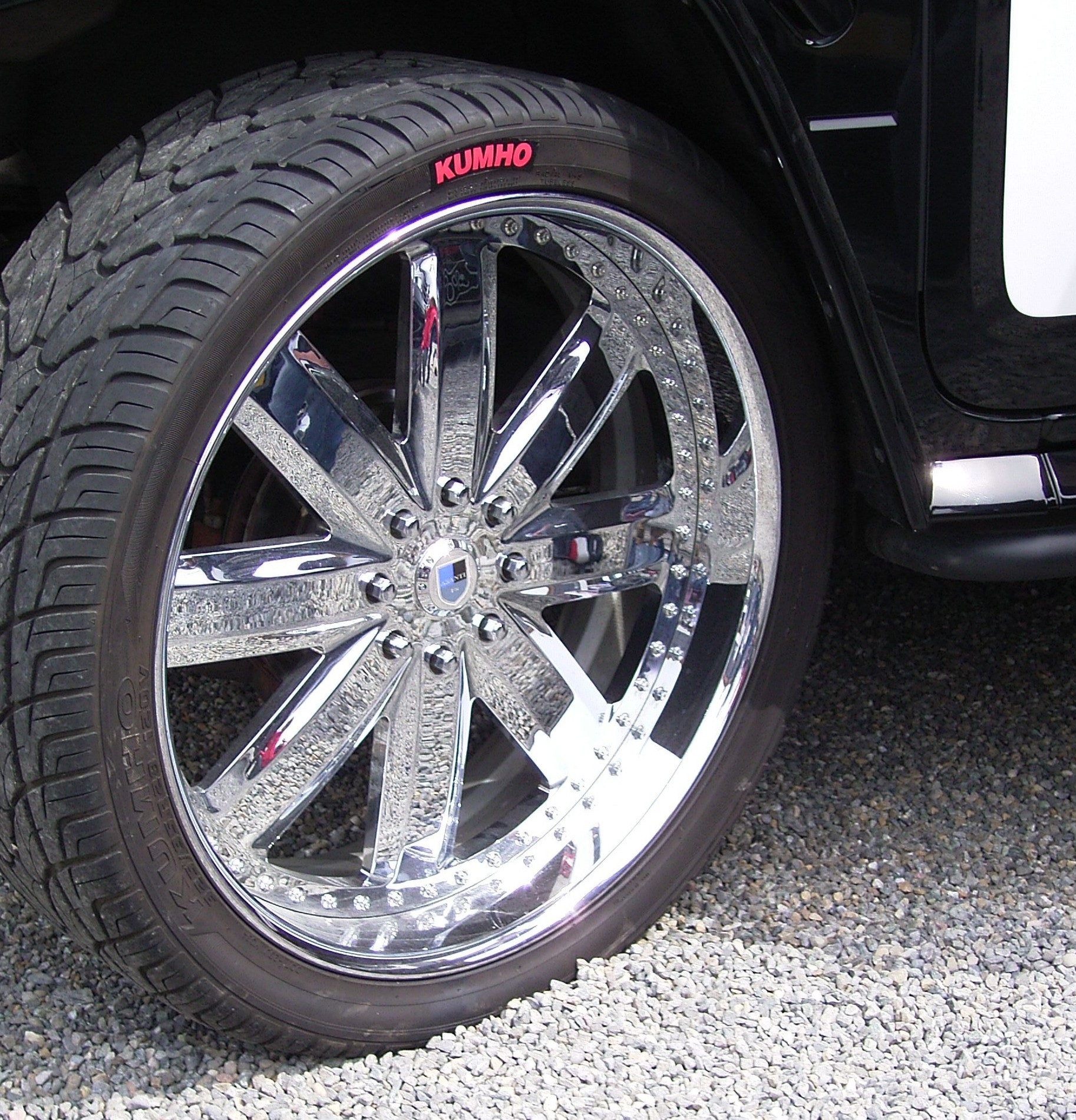
Хромований диск

У промисловості хромування використовують для зниження тертя, підвищення зносостійкості, підвищення корозійної стійкості, підвищенні твердості. Цей процес забезпечує підвищену стійкість сталі до газової корозії при температурі до 800 °C, високу корозійну стійкість в таких середовищах, як вода, морська вода і азотна кислота. Хромування сталей містять понад 0,3 —0,4% С.
Твердість хрому становить від 66 до 70 HRC. Товщина хромового покриття зазвичай становить від 0,075 до 0,25 мм, але зустрічаються і товстіші, і тонші шари. Поверхневі дефекти при хромуванні посилюються і поверхня підлягає подальшій обробці, бо хромування не дає ефекту вирівнювання.
Хромування використовують для деталей паросилового обладнання, пароводяної арматури, клапанів, вентилів патрубків, а також деталей, що працюють на знос в агресивних середовищах.

## Технологія
Типовими є такі розчини для хромування:
- Сполуки шестивалентного хрому, чий основний інгредієнт — хромовий ангідрид.
- Сполуки тривалентного хрому, чий основний інгредієнт — сульфат хрому чи хлорид хрому. Ванни з тривалентним хромом використовують досить рідко через обмеження, що накладаються на колір, яскравість і товщину покриття.

Типовий склад ванни з шестивалентним хромом:
- Хромова кислота: 225 —300 г/л
- Сірчана кислота: 2,25 —3,0 г/л
- Температура: 45 —60 °C
- Сила струму: 1,55 —3,10 кА/м² DC
- Аноди: свинець, що містить до 7% олова або сурми

## Обмеження
Після того, як шестивалентний хром в 90-і роки ХХ століття був визнаний канцерогеном, в різних країнах почалася розробка методик по його заміні. Так, в США і Канаді почала роботу HCAT (Hard Chrome Alternetive team).
У 2003 році була прийнята, а в 2006 році набрала чинності директива RoHS, що істотно обмежила застосування хромування в Європі.
Результатом стала заміна хромування на інші способи обробки, наприклад, високошвидкісне газополуменеве напилювання в багатьох випадках застосуваннях.